# Jörn Hartmann
Jörn Hartmann (* 1964 in Osnabrück) ist ein deutscher Grafiker, Fotograf und Filmemacher.
Nach einer Ausbildung zum Fotografen war Hartmann acht Jahre lang Bildredakteur der Zeitschrift Männer aktuell aus dem Bruno Gmünder Verlag Berlin. Schon ab 1995 begann er mit digitalen Medien zu arbeiten. Er machte Fotos für Off-Bühnenprojekte und eigene Videoclips. Von 1998 bis 2001 arbeitete er für Cazzo Film. Anfang 2002 gründete er mit Michael Huber die Filmproduktionsfirma Heinz & Horst Filmproduktion und den Videovertrieb Heinz und Horst oHG zur Förderung schwuler Off-Künstler.
Jörn Hartmann ist Regisseur und Produzent der Filmkomödien Mutti – Der Film (2003) und 18:15 ab Ostkreuz (2006), der im Rahmen der Berlinale erstaufgeführt wurde. Bei mehreren Filmen von Bruce LaBruce (u. a. bei Otto; or, Up with Dead People)  und Jochen Hick sowie bei Pornoproduktionen der Berliner Firma Wurstfilm war er für den Schnitt verantwortlich.

## Filmografie (Auswahl)
- 2003: Mutti – Der Film (Regie und Produktion)
- 2004: The Raspberry Reich (Schnitt)
- 2005: Cycles of Porn - Doku (Schnitt)
- 2006: Rainbows End - Doku (Schnitt)
- 2006: 18.15 Uhr ab Ostkreuz (Regie und Produktion)
- 2006–2012: Ediths heiße Spalte, Vol. 1 - 9 - Comedy-Kurzfilme (Regie und Produktion)
- 2008: Otto; or, Up with Dead People (Schnitt)
- 2014. Pierrot Lunaire (Kurzfilm, Schnitt)
- 2016: Ediths Glocken – Der Film (Schnitt)
- 2016: Ulrike’s Brain (Schnitt)
- 2017: Fluid 0 (Schnitt)